# Chuck McKinley
Charles Robert "Chuck" McKinley, Jr (St. Louis, 5 de Janeiro de 1941 - Dallas, 11 de Agosto de 1986) foi um tenista profissional estadunidense.

## Grand Slam finais
| Resultado | Ano  | Campeonato | Piso  | Oponente    | Placar        |
| --------- | ---- | ---------- | ----- | ----------- | ------------- |
| Vice      | 1961 | Wimbledon  | Grama | Rod Laver   | 3–6, 1–6, 4–6 |
| Campeão   | 1963 | Wimbledon  | Grama | Fred Stolle | 9–7, 6–1, 6–4 |